# Mont Denise
Le mont Denise ou la Denise est un sommet volcanique du Velay, dans la Haute-Loire. Il se caractérise notamment par des orgues basaltiques surnommés « orgues d'Espaly ». 

## Géographie

### Situation, topographie

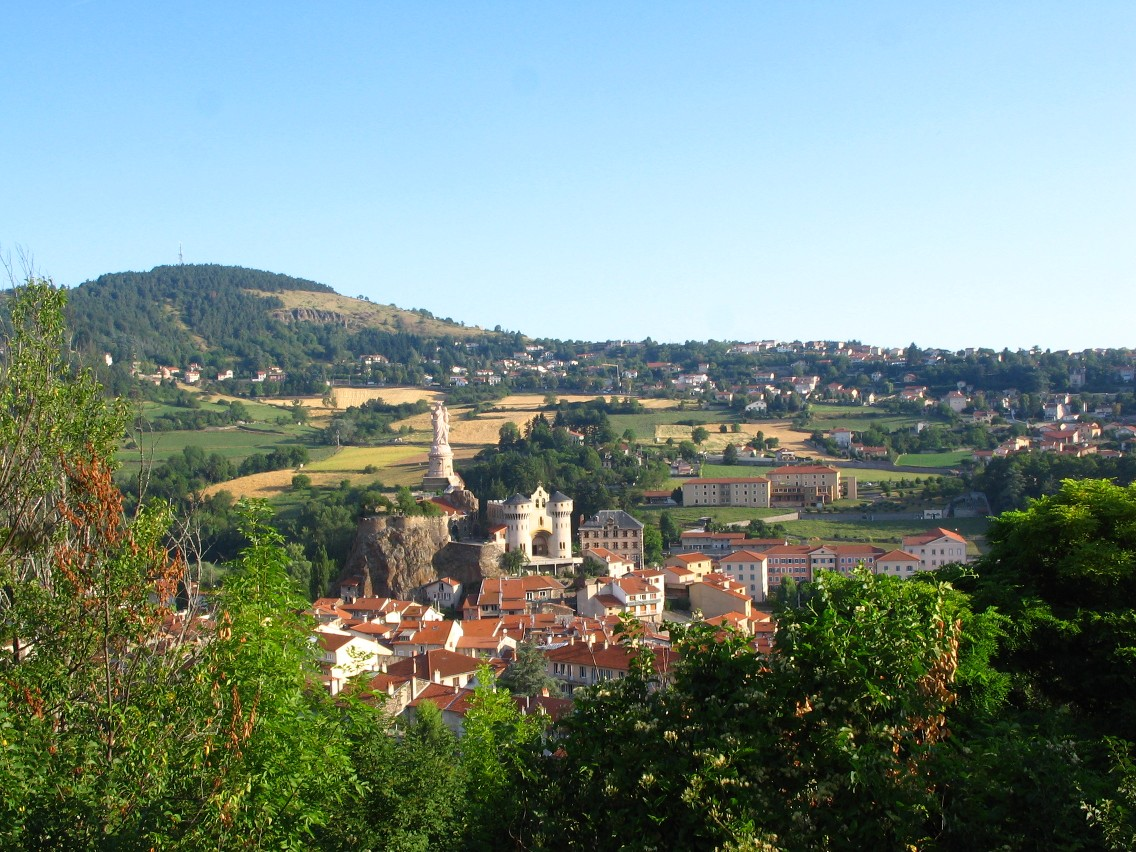
Vue d'Espaly et du mont Denise vers le nord-ouest.

Le mont Denise se trouve dans la partie nord de la chaîne du Devès.
Il est à cheval sur deux communes : Espaly-Saint-Marcel au sud et Polignac au nord. La colline domine l'agglomération du Puy-en-Velay située à proximité immédiate au sud-est.
Son altitude est de 892 mètres.
Sur son flanc sud se trouve une carrière désaffectée, et à son sommet un pylône de télécommunications.
La grotte de la Denise se présente comme un souterrain très fissuré et seulement accessible sur une trentaine de mètres par l'homme.

### Géologie
La structure du volcan du mont Denise présente plusieurs édifices emboîtés les uns dans les autres.
L'activité volcanique aurait débuté vers 6 Ma ; il en reste des basaltes alcalins antérieurs ou contemporains aux dépôts villafranchiens (1β2, en mauve foncé sur la carte géologique). Mais ces laves anciennes sont recouvertes de coulées de basaltes alcalins plus récentes (3β2, en mauve clair sur la carte géologique), de moins de 0,5 Ma, reposant sur des surfaces d'érosion très récente. Le cône de la Denise est riche en enclaves de socle (gneiss à cordiérite, granite) plus ou moins transformées par métamorphisme thermique. Au sud-est du volcan, une coulée de basaltes récente a formé les « tuyaux d'orgue » des orgues d'Espaly, certains atteignant près de 20 mètres de hauteur,.
- Rocher des orgues d'Espaly sur Commons

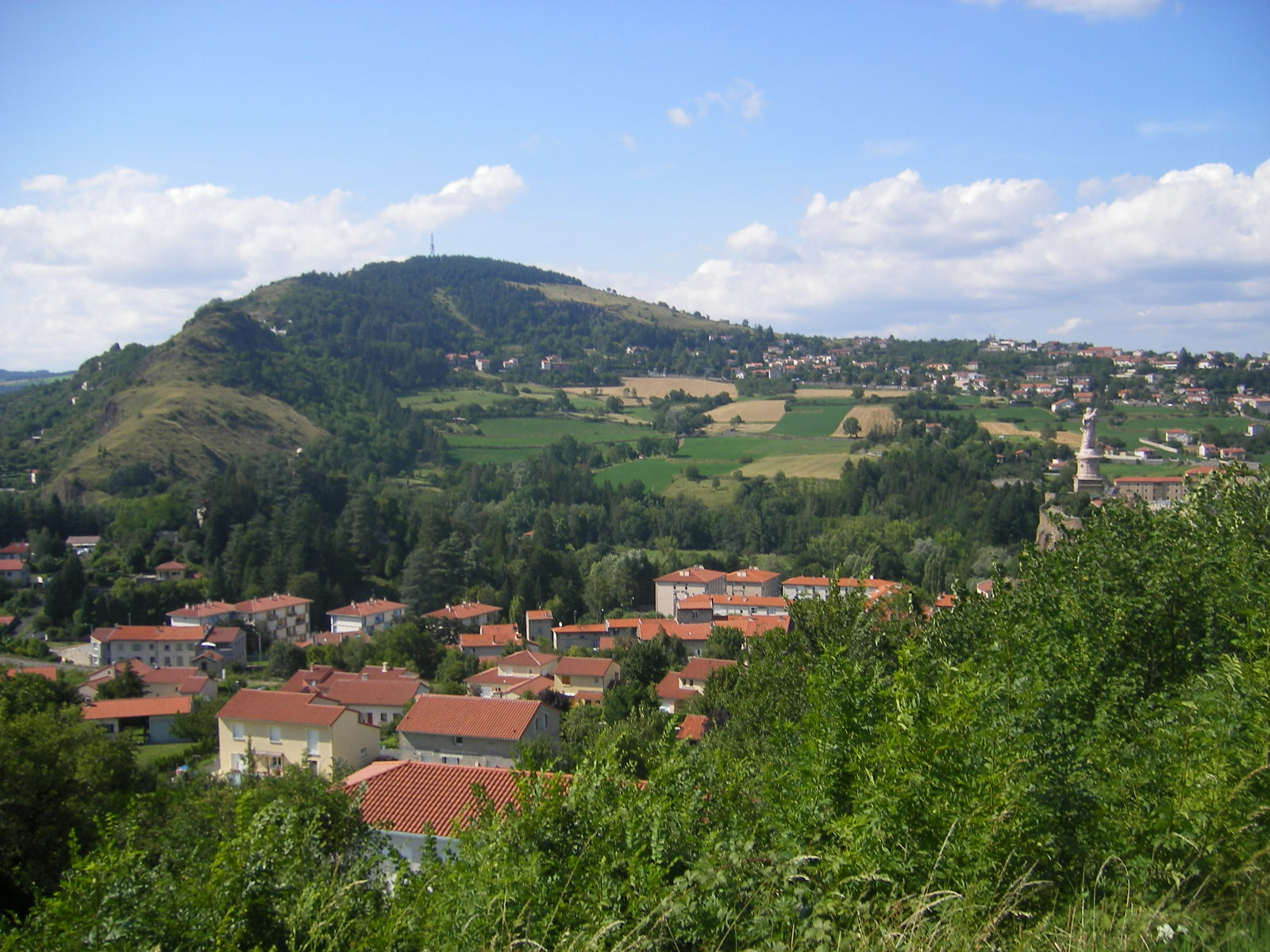
Orgues d'Espaly à gauche, devant le mont Denise (vue vers le nord-ouest).
Une formation à la pointe nord (en 1934)…
… et à la pointe sud.

Trois substrats principaux se distinguent au mont Denise :
- dans la partie orientale se trouvent des brèches jaunes litées : tufs à palagonite (ciment jaune argileux), liés à un volcanisme surtseyen fréquent dans le Velay. Ces brèches incluent des enclaves de roches calcaires. Dans les laves sont présentes de nombreuses enclaves xénolithiques sous forme de fragments de roches acides arrachées au substratum (gneiss, migmatites, granites) et intégrées dans les scories ; ces enclaves sont marquées par des auréoles réactionnelles[2]. Les brèches jaunes litées ont été tranchées verticalement par des explosions plus tardives de type maar[3] ;
- un dépôt de maar, conséquence d'une éruption de type explosif phréato-magmatique, est déposé en discordance sur ces tufs à palagonite[3] ;
- au centre se trouve un édifice volcanique strombolien. La carrière sur le flanc sud a éventré le cône et mis au jour les filons de lave. Le centre du cône est constitué de roches de couleur brun rouge due à l'oxydation du fer par altération thermique. La base du cône est de couleur noire en épaisseur et de couleur rouge brique à jaune en surface, subséquemment à l'altération météorique. Ces pouzzolanes représentent l'accumulation de projections volcaniques retombées autour et dans la cheminée du volcan[2].

Ces brèches volcaniques typiques du Velay présentent des similarités avec celles d'Islande ; c'est d'ailleurs l'étude en direct du processus de mise en place de volcans similaires en Islande qui a permis de comprendre la mise en place de ce type volcanique dans le passé du Velay.
Le site a livré des fossiles en plusieurs endroits ; ces pièces font partie des collections du musée Crozatier au Puy-en-Velay.

### Faune et flore
La grotte de la Denise sert d'abri à sept espèces de chauves-souris, dont six représentent un enjeu de conservation dans l'Union européenne : on y recense entre autres la Barbastelle, le Grand Murin, le Petit Rhinolophe, le Grand Rhinolophe… Les espèces les plus fréquentes sont l'Oreillard, le Grand Murin, le Murin à oreilles échancrées, le Murin à moustaches, le Murin de Natterer. Cette population est surveillée par des naturalistes depuis 1928.
Fin 2020, les pelouses du sommet, pâturées jusque dans les années 2000 mais laissées à l'abandon depuis, sont remises en pâturage par le CEN Auvergne, qui a la charge de la gérance des lieux après signature en 2019 d'un bail emphytéotique de 50 ans avec la commune d’Espaly-Saint-Marcel.

## Histoire

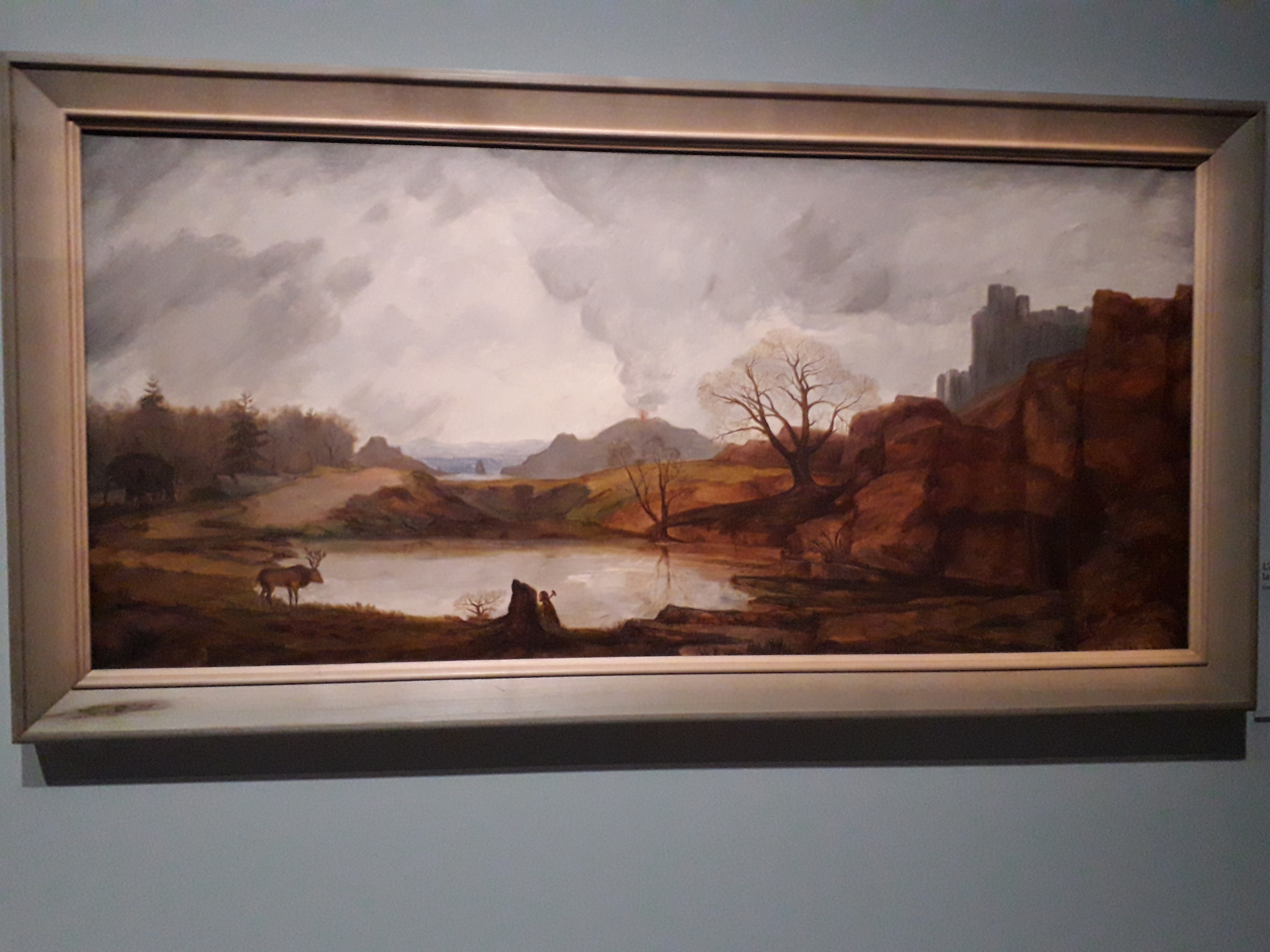
Gustave Richond, L'Âge de la pierre taillée : la Denise en éruption. Huile sur toile, 1874.
Tableau conservé au Musée Crozatier au Puy-en-Velay.

En 1591, de violents combats ont lieu jusqu'à son sommet entre les royalistes de Polignac et d'Espaly et les ligueurs du Puy.
En 1844, des ossements humains sont découverts dans les cendres de ce volcan par un homme qui travaillait sa vigne et attribués à « l'Homme de la Denise ».

## Protection environnementale
Le Conservatoire des Espaces et Paysages d'Auvergne (CEPA, devenu Conservatoire d'espaces naturels d'Auvergne ou CEN) et Chauve-Souris Auvergne ont répertorié ce site comme l’un des plus importants de Haute-Loire. Le CEPA a donc dès 1999 contacté le propriétaire et posé un grillage pour éviter la sur-fréquentation et le dépôt de déchets. Cette même année, le propriétaire a signé avec le CEN Auvergne une première convention pour leur préservation. Par la suite, le site est labellisé Natura 2000. La commune de Polignac est la structure porteuse du site depuis 2010.